# Tai Kwun

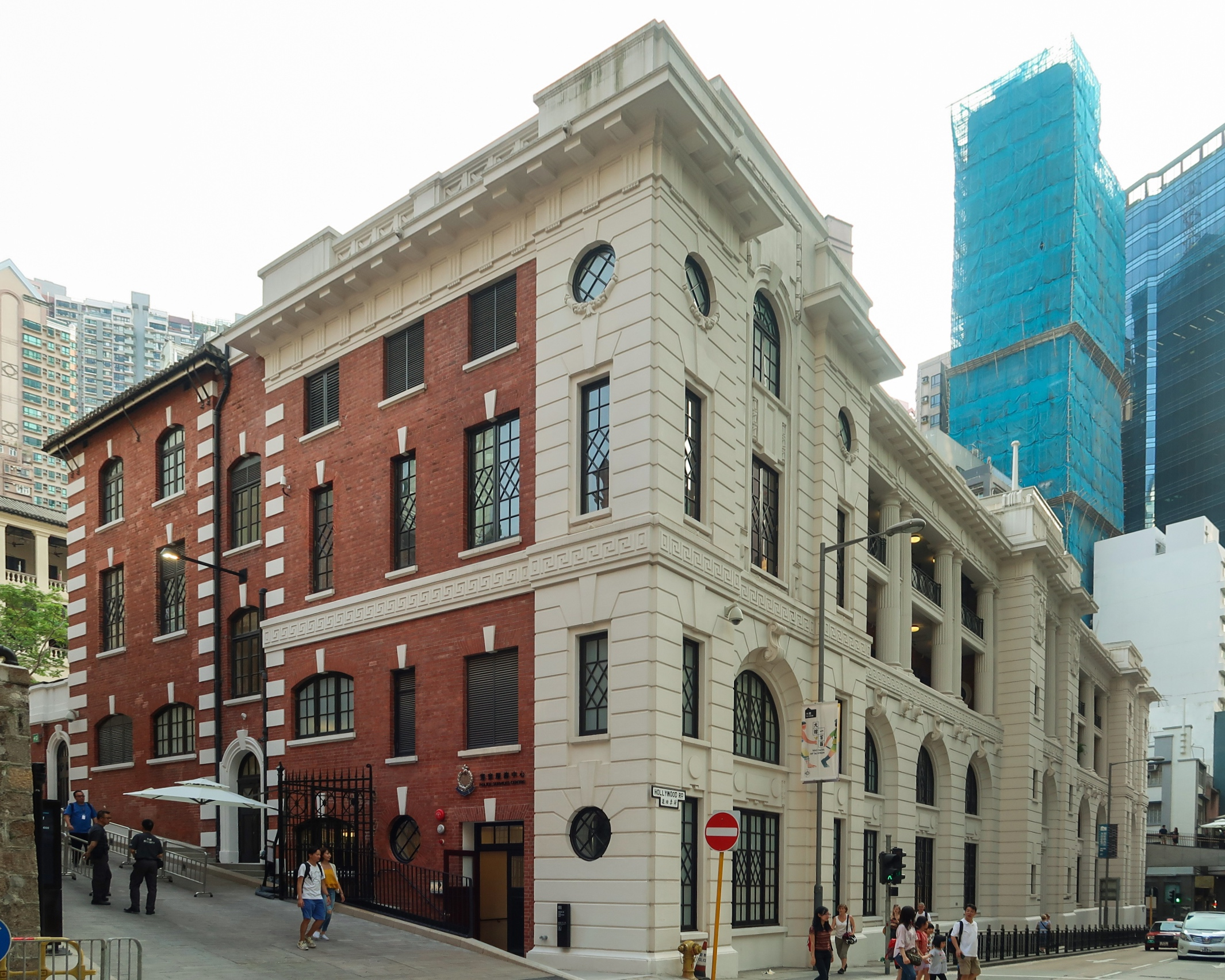
Commissariat de police de Tai Kwun.

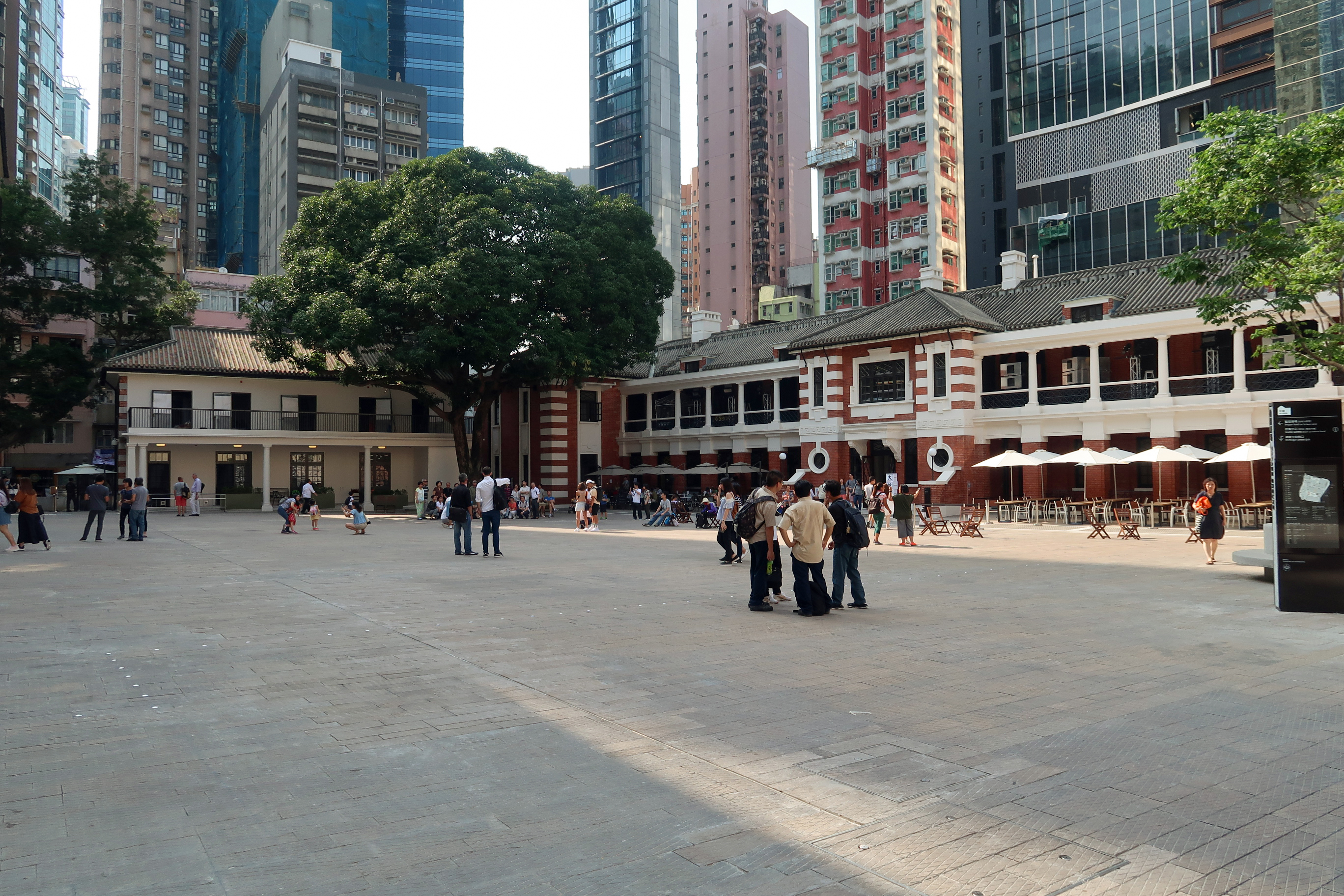
Terrain de parade.

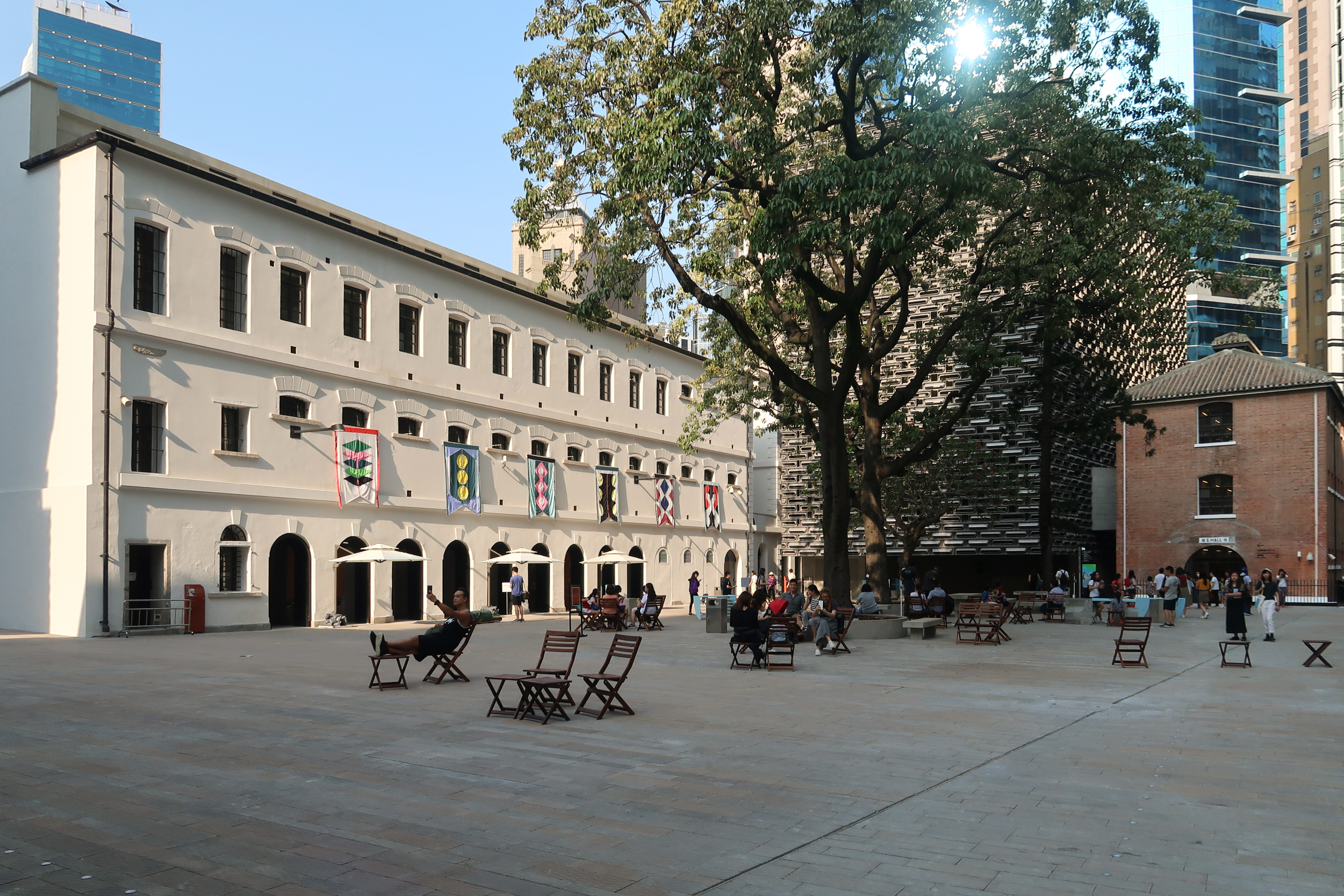
Cour de la prison.

Tai Kwun (大館), aussi appelé complexe de l'ancien commissariat de police de Central, est une zone dédiée au patrimoine et aux arts située dans le quartier de Central à Hong Kong à la jonction de Hollywood Road (zh), Arbuthnot Road (en), Chancery Lane et Old Bailey Street (en)
Ouvert le 29 mai 2018, il est composé de 3 monuments historiques rénovés : l'ancien commissariat de police de Central, l'ancienne magistrature de Central et la prison Victoria.

## Histoire
Le complexe de l'ancien commissariat de police de Central, construit entre 1841 et 1925, comprend 16 bâtiments historiques regroupés sous les sites de l'ancien commissariat de police de Central, l'ancienne magistrature de Central et de la prison Victoria. La majeure partie de l'architecture coloniale historique de la ville avait été détruite pour faire place à des bâtiments modernes avant la rétrocession de Hong Kong à la Chine de 1997.
Le premier bâtiment du complexe est une maison de magistrat avec des blocs de prison, construite le 9 août 1841. En 1899, l'ancienne prison de Central appelée « Victoria Gaol » est renommée « prison Victoria ». Le site subit de nombreux agrandissements et reconstructions au cours du siècle suivant. En 1862, le nombre de prisonniers passe à 650, ce qui motive la décision du gouvernement de développer les terrains à proximité. La série de sites forme donc le Tai Kwun actuel.
En décembre 1867, Guo Songtao (en), diplomate et homme d'État chinois de la dynastie Qing, passe par Hong Kong avec son équipe alors qu'il se rend en Grande-Bretagne. Pendant leur séjour à Hong Kong, ils visitent le commissariat de police de Central que Guo décrit dans son journal intime où il mentionne qu'à la prison de Victoria, un bâtiment de 3 étages, un prisonnier, qui a commis un crime des plus graves, serait enfermé au niveau supérieur du bâtiment.
En 2008, le gouvernement de Hong Kong s'associe au Hong Kong Jockey Club pour conserver et revitaliser le complexe dans l'un des projets les plus importants et coûteux de la ville. Un budget de 1,8 milliard HK$ est réuni en 2007 et les travaux de conservation débutent en 2011. La caisse de charité du Hong Kong Jockey Club dépense plus de 3,7 milliards HK$ dans ces travaux,.
La conversion s'effectue par phases. Les travaux connaissent un revers lorsqu'un mur et un toit s'effondrent en 2016,. Le Département des bâtiments (en) poursuit un sous-traitant jugé responsable de l'accident, qui aurait été déclenché par la défaillance d'une jetée en brique qui avait été structurellement minée. Tai Kwun est partiellement rouvert au public en mai 2018.

## Tai Kwun

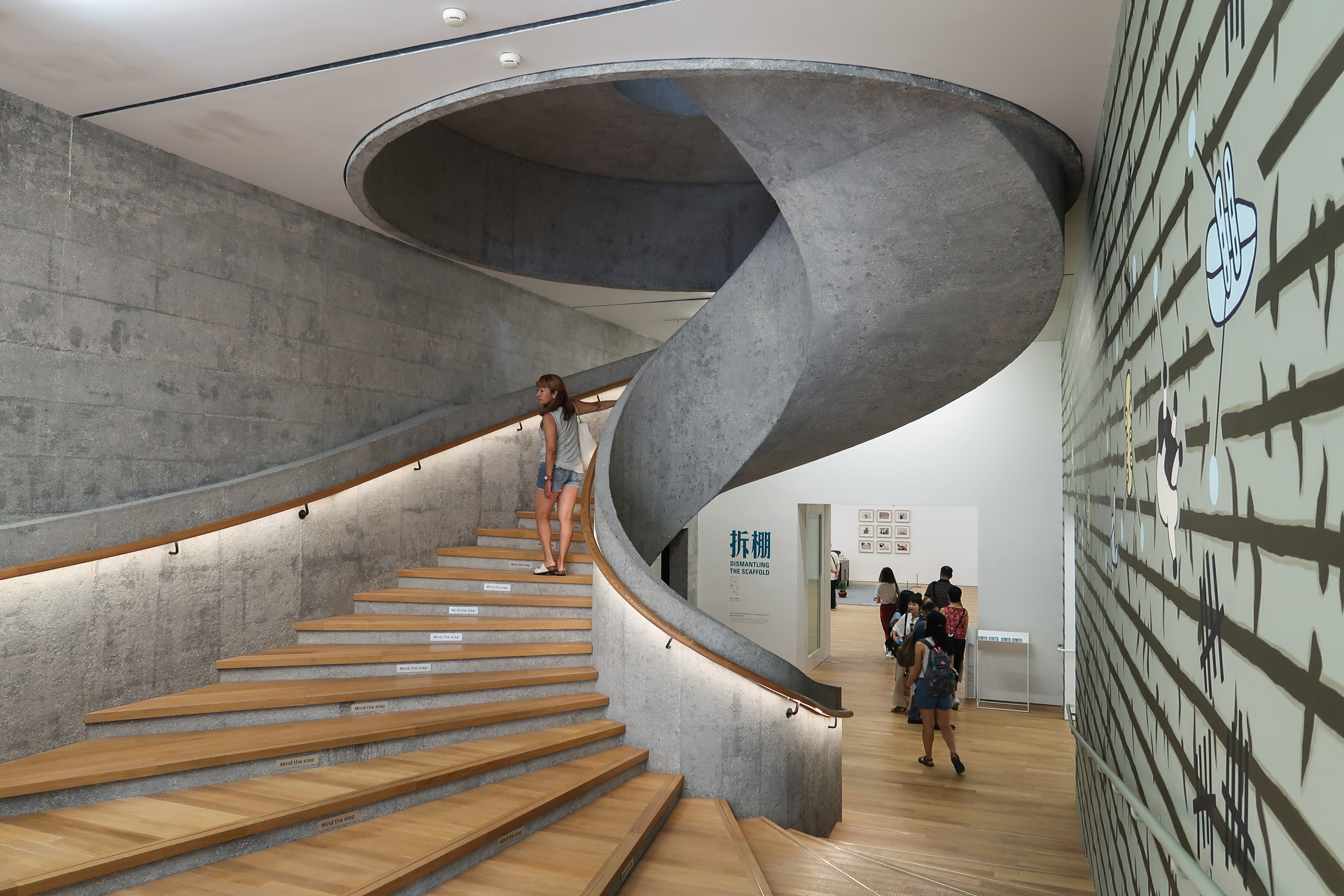
Les escaliers JC Contemporary sont devenus un lieu emblématique pour les visiteurs.

Un projet de revitalisation de l'ancien commissariat de police de Central est mis en place pour conserver et revitaliser le site patrimonial en vue de sa réutilisation. Le projet est exploité par le Hong Kong Jockey Club et dure huit ans pour un budget de 3,8 milliards HK$, soit environ 480 millions US$ en 2018.
Tai Kwun, nommé d'après le nom familier historique du complexe, est un mélange d'architecture historique et contemporaine. 16 bâtiments patrimoniaux ont été restaurés pour être réutilisés. Deux nouveaux bâtiments supplémentaires ont été construits, avec des conceptions inspirées de la maçonnerie historique du site.
L'enceinte rénovée est ouverte au public en trois phases, à commencer par l'exposition inaugurale 100 Faces of Tai Kwun le 29 mai 2018.
Dès les années 1880, le nom de « Tai Kwun » est présent dans des articles de presse qui se réfèrent à l'ancien commissariat de police de Central,.
En 2018, le Time inscrit Tai Kwun dans sa liste des World's Greatest Places 2018.
En 2019, Tai Kwun reçoit un Prix d'excellence de l'UNESCO.

## Galerie

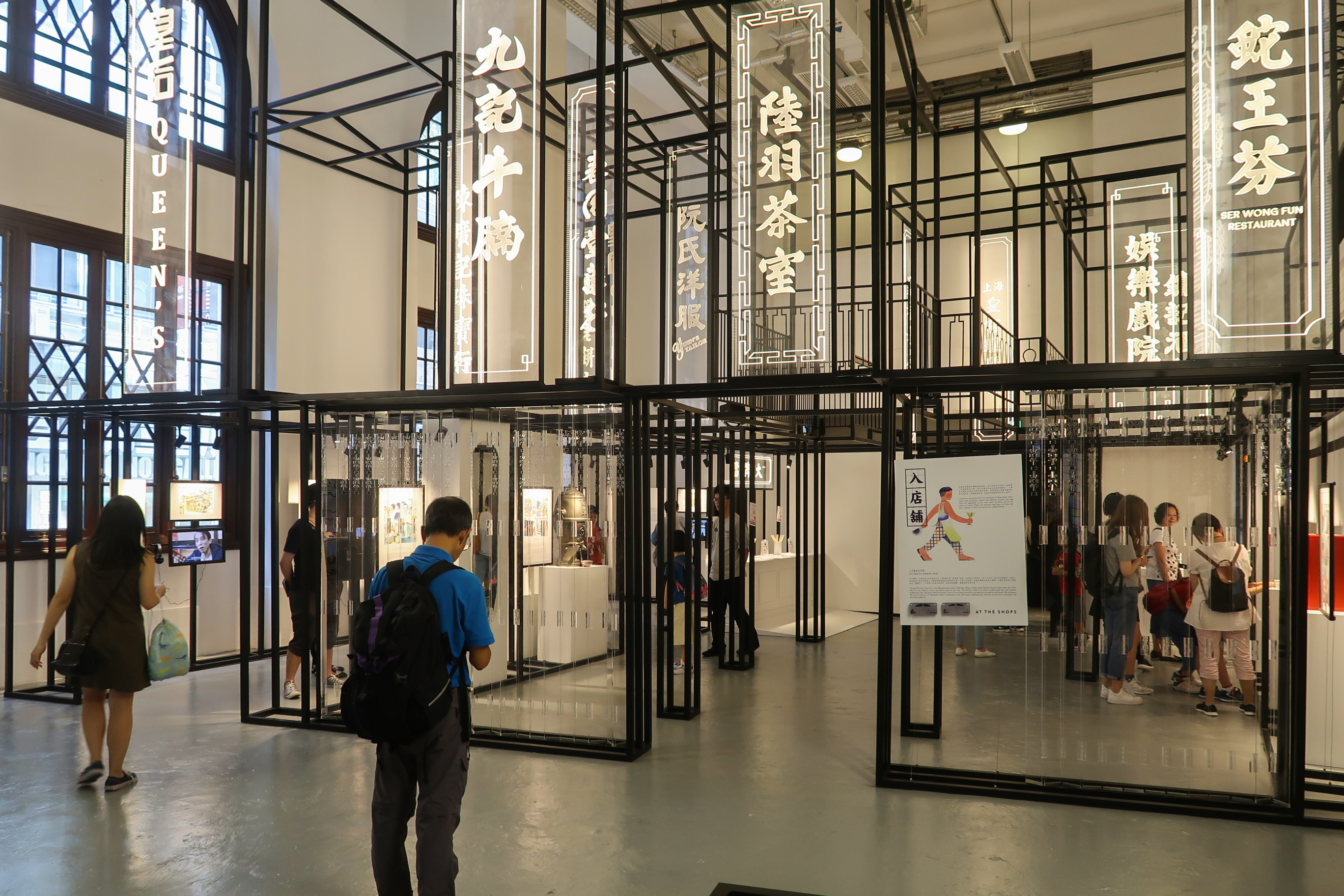
Studio duplex de Tai Kwun
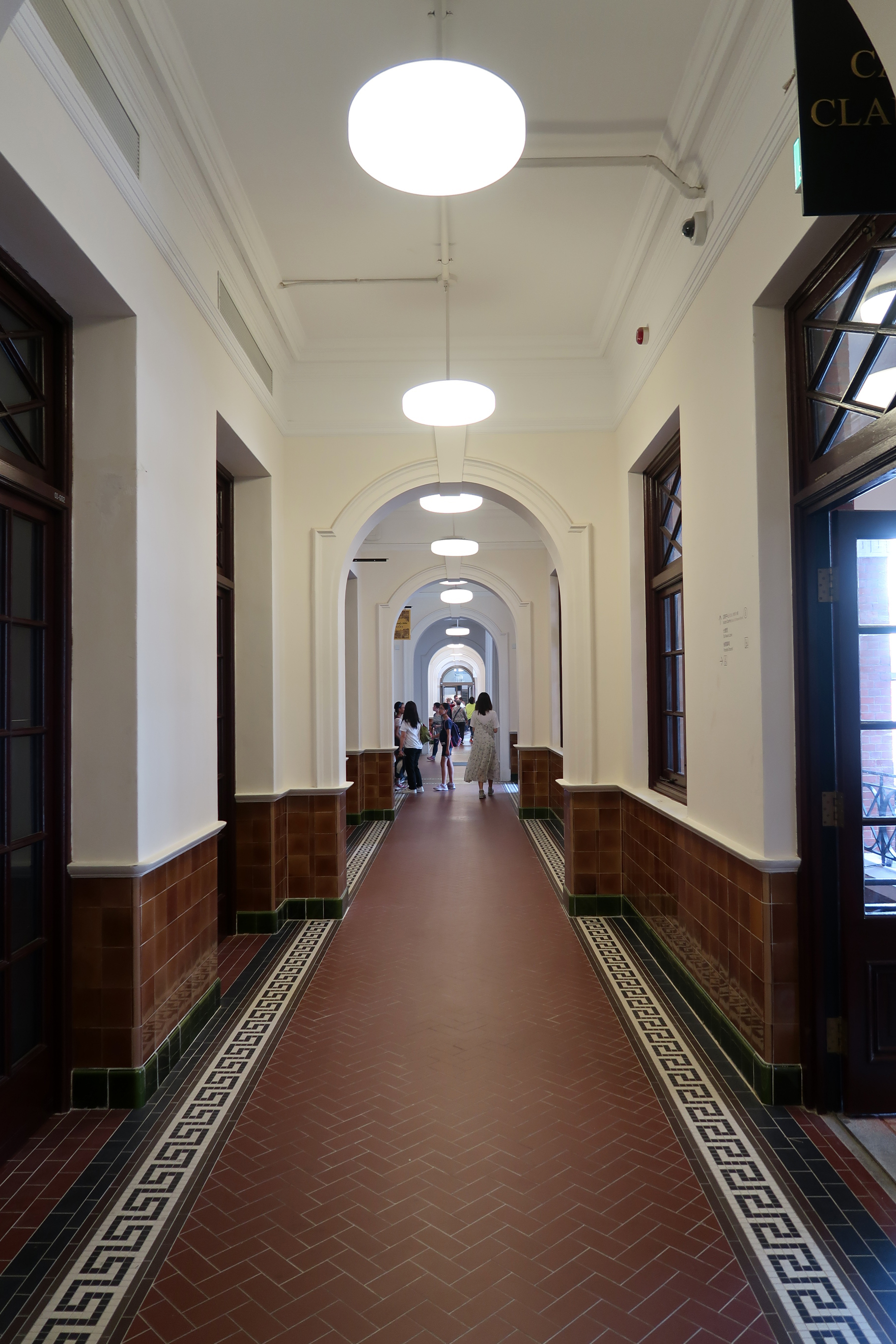
Couloir de l'ancien commissariat
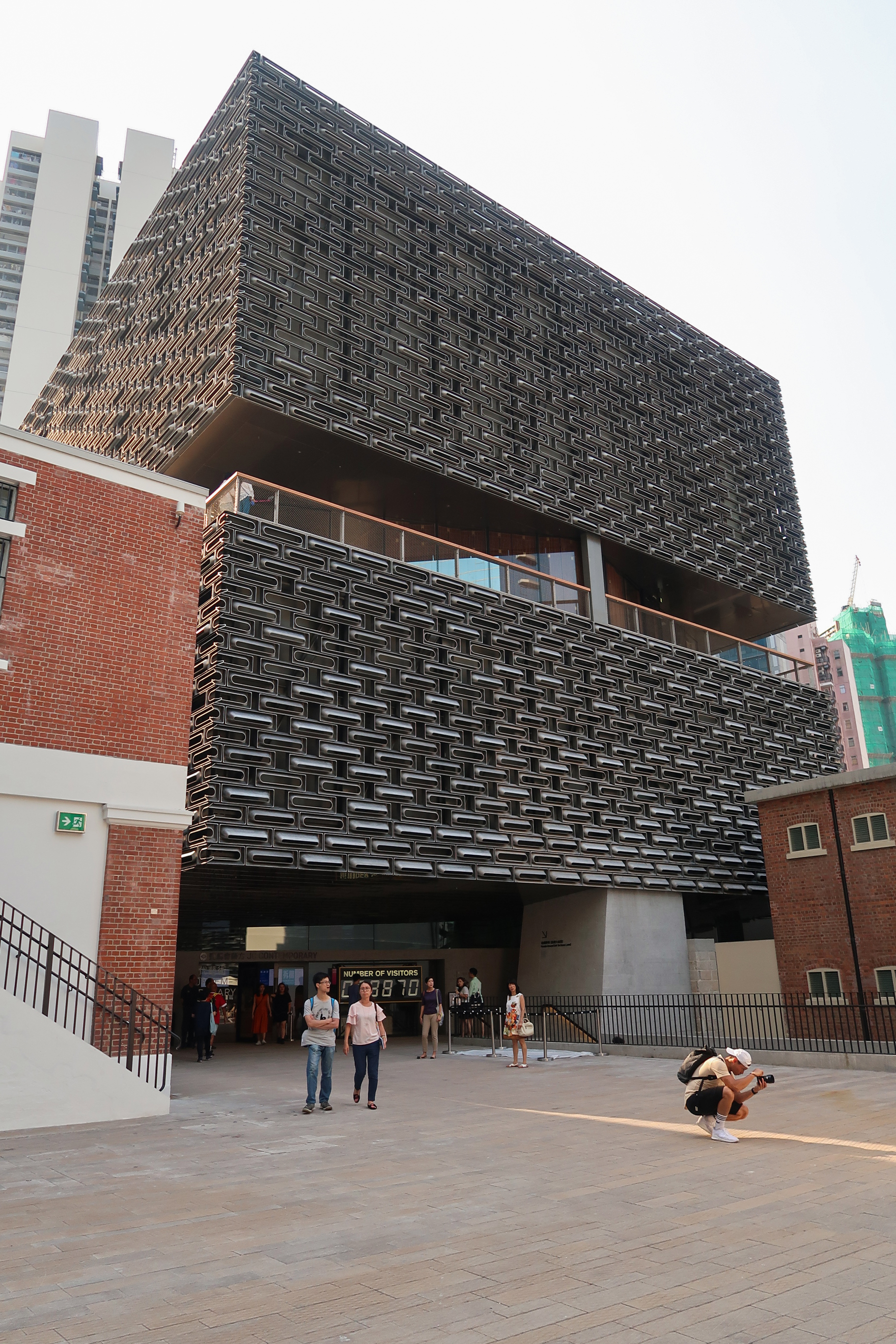
Extérieur du JC Contemporary
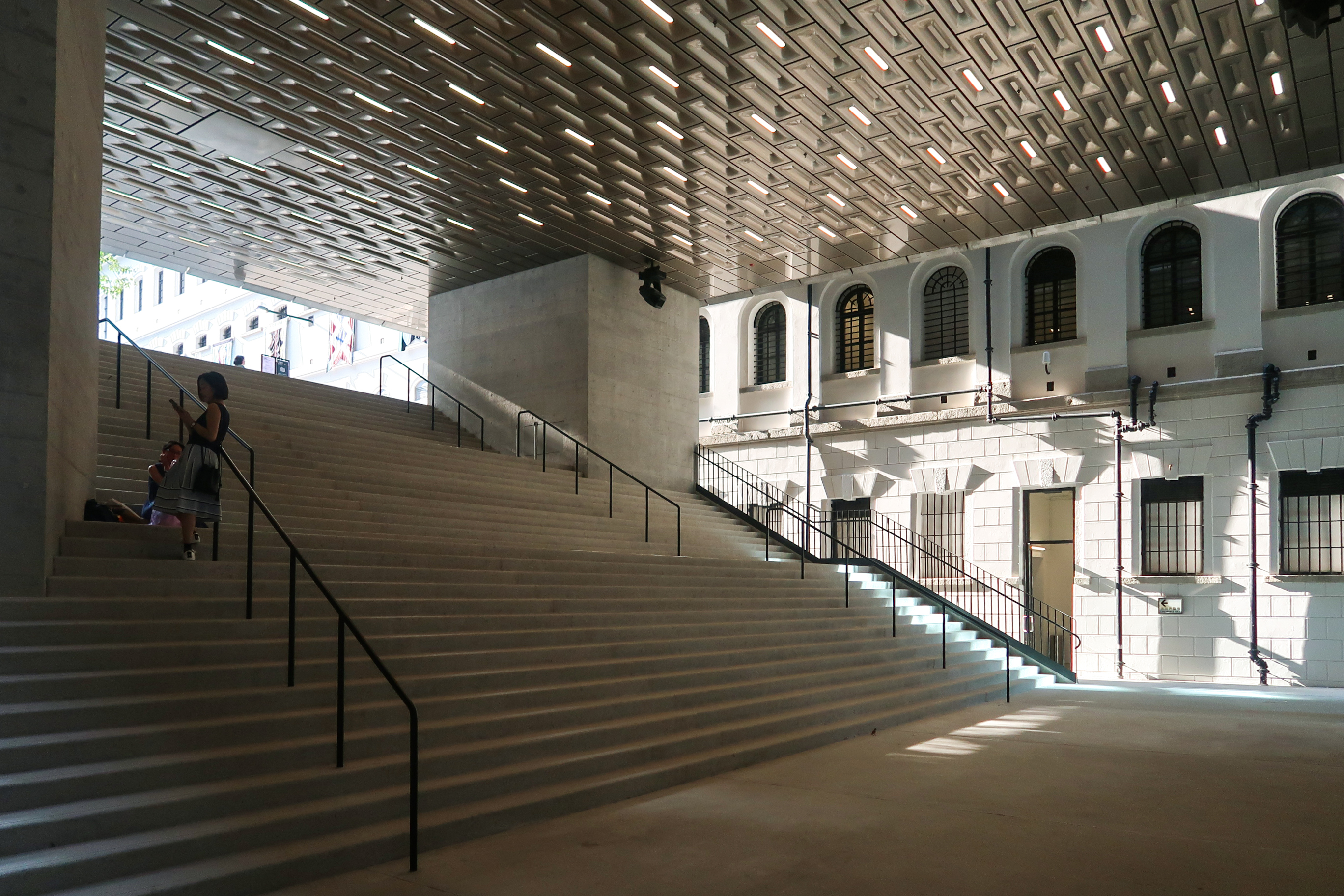
Escaliers du JC Cube
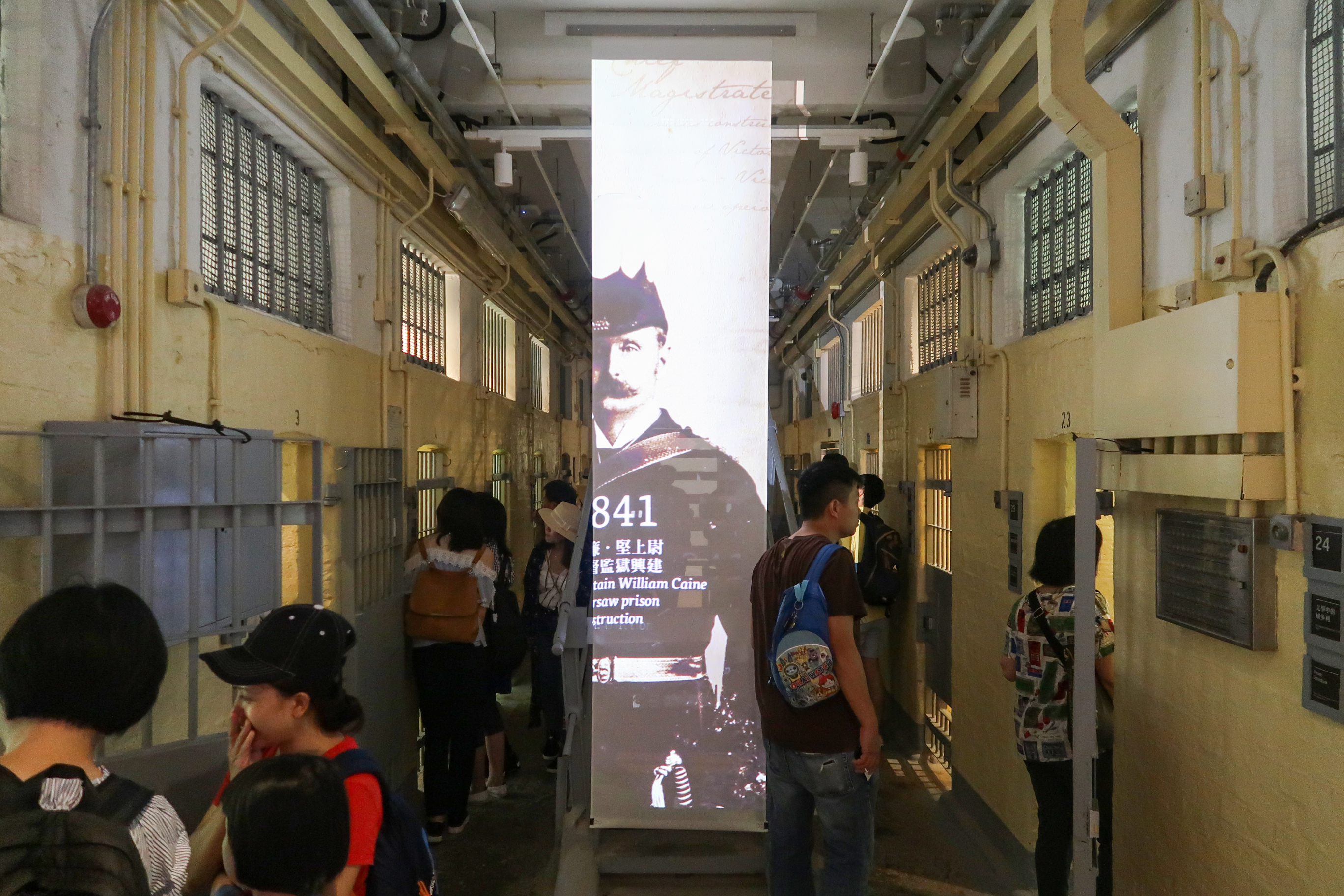
Hall B de la prison Victoria

## Prix
| Années | Prix | Organisateur                                                       |
| ------ | --- | ------------------------------------------------------------------ |
| 2021   | Quality Building Award 2020 – Hong Kong Building (Renovation / Revitalization) — Grand Award                                                         | Quality Building Award                                             |
| 2021   | ÉLAN Lost Child Project HK was awarded Award for Arts Promotion at The 15th HK Arts Development Awards                                               | Conseil de développement des arts de Hong Kong (en)                |
| 2021   | ÉLAN Lost Child Project HK was awarded Featured Work of IATC(HK) Critics Awards 2020                                                                 | International Association of Theatre Critics (Hong Kong)           |
| 2021   | RIBA International Awards for Excellence 2021 | The Royal Institute of British Architects                          |
| 2020   | MURAKAMI vs MURAKAMI was awarded Excellence in Lifestyle & Entertainment Marketing – Gold Award, Marketing Excellence Awards 2020                    | Marketing Magazine                                                 |
| 2020   | SHIFTING by Knowledge Transfer: An Edible Performance was awarded GOOD DESIGN AWARD 2020 (Category: Awareness improvement for individual and public) | Institut japonais de promotion du design (en)                      |
| 2020   | ICE Awards 2020: Brunel Medal – Highly Commended | Institution of Civil Engineers                                     |
| 2020   | HKICON Conservation Award 2019 – Revitalisation Category                                                                                             | The Hong Kong Institute of Architectural Conservationists (HKICON) |
| 2020   | Projekt Berlin was awarded Best Event Production – Gold Award, Marketing Events Award 2020                                                           | Marketing Magazine                                                 |
| 2020   | Projekt Berlin was awarded Best Culture Event – Bronze Award, Marketing Events Award 2020                                                            | Marketing Magazine                                                 |
| 2020   | Manpower Developers of ERB Manpower Developer Award Scheme 2020-2022                                                                                 | Employees Retraining Board                                         |
| 2019   | Award of Excellence, UNESCO Asia-Pacific Awards for Cultural Heritage Conservation                                                                   | UNESCO                                                             |
| 2019   | L'un des 10 meilleurs musées et lieux culturels de 2019                                                                                              | Designboom magazine                                                |
| 2019   | MURAKAMI vs MURAKAMI was named as one of the Top 10 Art Exhibitions in 2019                                                                          | Designboom magazine                                                |
| 2019   | Marco Polo Club Members’ Choice Awards 2019 – Best Hong Kong Arts Venue                                                                              | Marco Polo Club                                                    |
| 2019   | HKIA Annual Awards 2018/2019 Special Architectural Award: Heritage & Adaptive Re-use                                                                 | Institut des architectes de Hong Kong (en)                         |
| 2019   | HKIA Annual Awards 2018/2019 HKIA Merit Award of Hong Kong – Mixed Use(es) Building                                                                  | Institut des architectes de Hong Kong                              |
| 2019   | HKICON Conservation Award 2018 - Interpretation Category                                                                                             | The Hong Kong Institute of Architectural Conservationists          |
| 2019   | Structural Excellence Award 2019 Grand Award | Institution des ingénieurs de Hong Kong (en)                       |
| 2019   | Fire Engineering Excellence Award 2019 | Institution des ingénieurs de Hong Kong                            |
| 2019   | Tai Kwun Opening Season | Hong Kong Designers Association                                    |
| 2019   | 100 Faces of Tai Kwun | FRAME Awards                                                       |
| 2019   | Prison Architect, un film commandé par Tai Kwun et sélectionné au Festival international du film de Berlin                                           | Berlinale 2019                                                     |
| 2019   | Tai Kwun Dance Season | Hong Kong Dance Alliance                                           |
| 2018   | L'un des 100 meilleurs endroits au monde | TIME Magazine                                                      |
| 2018   | New Cultural Destination of the Year - APAC | Leading Cultural Destinations Awards 2018                          |
| 2018   | Grand Award, DFA Design for Asia Awards 2018 | Hong Kong Design Centre                                            |
| 2018   | 100 Faces of Tai Kwun | Hong Kong Design Centre                                            |
| 2018   | AIA Hong Kong Citation 2018 | American Institute of Architects (AIA) Hong Kong Chapter           |

## Dans la culture populaire
Le clip musical Burn Out du chanteur Anson Lo (en) est tourné à la bibliothèque chinoise de Tai Kwun.